# Zhang Zhaoxu
Dans ce nom, le nom de famille, Zhang, précède le nom personnel.
Zhang Zhaoxu, né le 18 novembre 1987 à Yantai en Chine, est un joueur de basket-ball chinois, évoluant au poste de pivot.